# Chiropodomys muroides
Chiropodomys muroides é uma espécie de roedor da família Muridae.
Pode ser encontrada nos seguintes países: Indonésia e Malásia.
Os seus habitats naturais são: florestas secas tropicais ou subtropicais .
Está ameaçada por perda de habitat.